# Marian Kozicki
Marian Kozicki, född den 5 april 1941 i Brody i Polen, är en polsk ryttare.
Han tog OS-silver i lagtävlingen i hoppningen i samband med de olympiska ridsporttävlingarna 1980 i Moskva.